# Kipsant
Een kipsant is de officieuze naam voor een kruising tussen een hen en een fazant. Het is een kruising dat in de natuur zelden voorkomt, maar gebeurt. Als beide dieren in gevangenschap in een gezamenlijke ruimte wonen, komt de kruising meer voor.